# Stuttgarter Futsal Club
Der Stuttgarter Futsal Club (offiziell: Stuttgarter Futsal Club 2020 e.V.) ist ein Futsalverein aus Stuttgart. Die Futsalmannschaft ist Gründungsmitglied der Futsal-Bundesliga, der seit der Saison 2021/22 höchsten Futsal-Spielklasse in Deutschland, in der sie 2022 Deutscher Meister wurden.

## Geschichte
Der Verein wurde im Jahre 2020 gegründet und ist bereits im ersten Jahr als württembergischer Meister in die Regionalliga aufgestiegen. Dort qualifizierten sie sich für die neu gegründete Bundesliga. In der Premierensaison 2021/22 wurden sie Erster der Gruppenphase, setzten sich anschließend in den Play-offs durch und gewannen die Deutsche Meisterschaft.

## Kritik
Der SFC steh wegen angeblich nicht gezahlter Gehaltsforderungen und einem daraus resultierenden Spielerstreik, welcher eine Spielabsage nach sich zog, in der Kritik. Auch Ex-Spieler Mert Sipahi sprach davon, dass er „verarscht“ wurde.

## Erfolge
- Deutscher Meister: 2022
- Meister Futsalliga Württemberg: 2020